# Rögbi

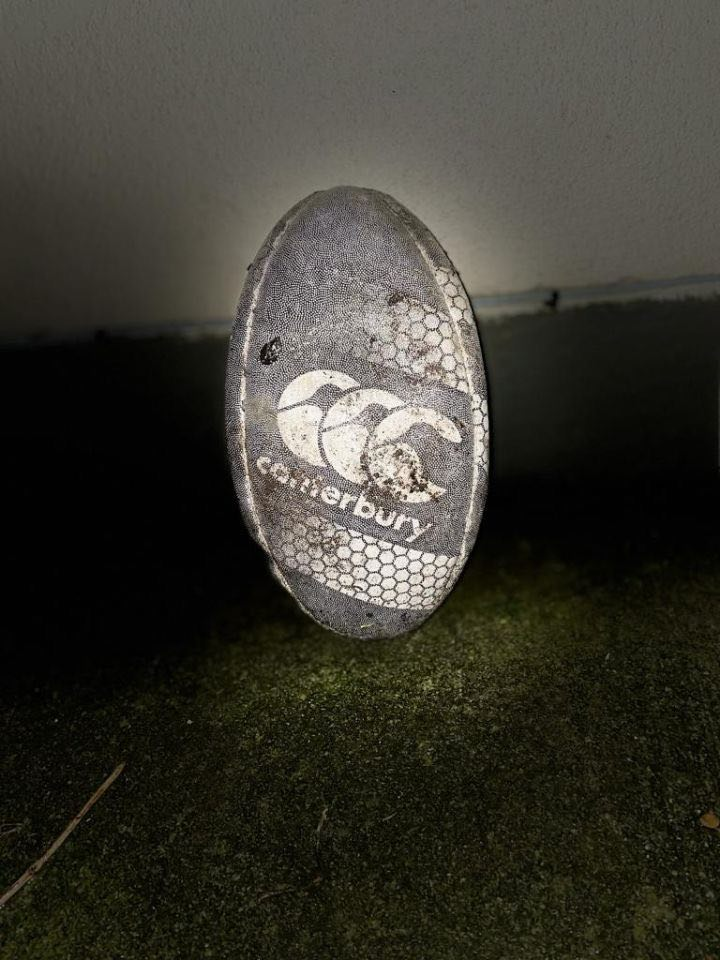
Rögbilabda

A rögbi (eredetileg rugby) egy labdajáték, amelynek több fajtája van. Magyarországon az „uniós”, azaz a 15 fős változat terjedt el, amelytől az amerikai futball a 19. század második felében vált le. További változatai a 12, a 10 és a 7 fős rögbi. A 20. század elején elindult a ligarögbi változat is, amelyet 13 fő játszik. Mára hazánkban a létező szocializmus alatt még tiltottból támogatott sportággá fejlődött. Az uniós rögbi egyértelműen az angolszász oktatási kultúra alappillérének tekinthető, az angol oktatási intézmények, az angol nevelés filozófiájának tipikus kivetülése.

## Szabályok

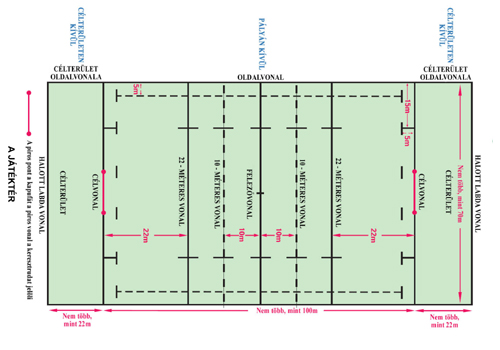
A rögbi játékterülete

A játék célja, hogy mind a két csapat tizenöt, tizenhárom vagy hét játékosa, betartva a tisztességes játékot a játékszabályoknak és sportszellemnek megfelelően, megpróbál a labda vitelével, passzolásával, rúgásával és lehelyezésével annyi pontot szerezni amennyit tud.
A rögbit kétszer 15 fő játssza, a játékidő 2×40 perc.
A pálya mérete 100×50 méter, és ehhez adódik hozzá a célterület. A pálya vonalazása a játék szabályai szerint alakult ki, erről bővebb információ a Magyar Rögbi Szövetség honlapjáról letölthető szabálykönyvben található.
A labdát csak hátrafelé lehet passzolni, előre csak vinni vagy rúgni szabad.
Szerelni csak a labdás játékost lehet, annak földre vitelével, a mélyfogással. A földre vitt játékosnak el kell engednie a labdát.

### Pontszerzési lehetőségek
Ha a csapat az ellenfél alapvonala mögött (a célterületen) leteszi a földre a labdát, 5 pontot kap. Ezután 2 pontért megkísérelheti az állított jutalomrúgást, azaz a H alakú kapu felső részébe juttatni a labdát. Egyedülálló az a szabály, miszerint ha egy játékos valószínűleg gólt szerzett volna, de abban egy ellenfél szabálytalan játéka akadályozta meg, büntető gólt kell ítélni a kapu közepén.
3 pont jár a drop rúgásért (a leejtett labdát a földetérés pillanatában rúgja a játékos kapura) és a sikeres büntetőrúgásért.

### További szabályok

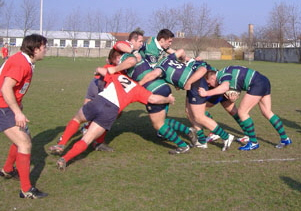
Csomag

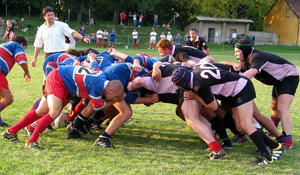
Zárt tolongás

A játékvezető az enyhébb szabálytalanságokért (pl.: előre passz stb.) tolongást, a súlyosabbakért szabadrúgást vagy büntetőrúgást ítélhet.
A labda vonala a mindenkori lesvonal, a lesen lévő játékos nem avatkozhat a játékba (súlyos szabálytalanság). Csak labdát birtokló játékost szabad megtámadni (megfogni, ütközni, földre vinni). Rúgni, ütni, gáncsolni szigorúan tilos.
A támadás megállítása szabályosan az ún. mélyfogással történhet, ez azt jelenti, hogy az álló helyzetben levő labdavivőt egyidejűleg egy vagy több ellenfél megfogja, és földre viszi. A fogás kizárólag a mellvonal alatt történhet, úgy, hogy a védekező játékos mindkét kezével átkarolja, és egyensúlyából kibillentve testi erejével földre viszi. A szabályosan végzett szerelés balesetmentes.
Látványos eleme a játéknak a nyílt tolongás, amely a játék egy olyan szakasza, ahol egy vagy több lábon lévő játékos mindkét csapatból, fizikai kontaktusban, a földön lévő labda fölött összezár. Ilyenkor speciális lesszabályok lépnek életbe. Ha a labdát vivő játékos nem esik el, akkor ún. csomag alakul ki. A játékosok gördítést akkor csinálnak, amikor nyílt tolongásban vannak, és lábukkal megpróbálják megszerezni vagy megtartani a labdát úgy, hogy közben nem szabálytalankodnak.
Nem szándékos szabálytalanság esetén a játékvezető ún. zárt tolongást ítélhet. Ekkor 8-8 játékos meghatározott rendben összekapaszkodik, középen „alagutat” képezve. A kedvezményezett csapat nyitójátékosa ebbe az alagútba juttatva hozza játékba a labdát.

## Történet

### Nemzetközi történet
I. sz. 100 Harpastum római játék
Egy korabeli tudósítás így írja le, a valószínűleg spártai eredetű, de a rómaiak által is kedvelt játékot:
„Övé a labda, kikerüli az egyiket, odajátssza vígan a másiknak, egyiket fellöki, másikat lelkesíti vadul kiáltva, hogy Oldalra! Messze! Előre emberhez! Vidd át rajta! Fölé! Röviden! Vigyázz! Figyelj, hátvéd!”
A játékot a katonai kiképzésen használták, több helyen a birkózáshoz kapcsolva említik, így a rögbihez hasonló játék lehetett. Érdekes, hogy a későbbi próbálkozásokkal szemben valószínűleg kevés volt a sérülés. Ezt bizonyítja például a kor híres orvosának. Galénosznak a biztatása is.
Arrianus író így jellemezte a sportot, szavait a mai kor rögbiseinek is meg kellene fogadniuk:
„Látni fogod, hogy milyen megfontoltan cselekszenek a játékosok. Mert senki sem vitatkozik jón és rosszon a harpastumnál csak a továbbdobás és az elkapás az érdekes. Megvan benne a technika, a gyorsaság, a kiegyensúlyozottság, a mozgalmasság és az elme játéka. Ha én dobok a másik elkap. Ám ha elveszítjük a labdát vagy gyámoltalanul dobunk és fogunk, mit ér a játék? Sokszor az egyik azt kiáltja: »Dobd!«, a másik »Ne dobd!«, a harmadik »Dobtad volna nekem!« Nem játék ez már, hanem civakodás.”
Arrianus leírja a görögök episzkürosz nevű játékát is:
„A játékteret kőzúzalékból rakott vonal választja ketté. és két, a középvonallal párhuzamos gólvonal keresztezi. A hossza több mint a dobástáv kétszerese. Adott jelre a két csapat futni kezd a széles fölfestett vonaltól a középvonalra helyezett labda felé. Aki először eléri, az eldobva, vele futva vagy a többiekkel összejátszva minél mélyebben igyekszik behatolni az ellenfél térfelére. Az a csapat győz, amelyiknek sikerül átjuttatni a labdát az ellenséges gólvonalon.”
1530 Sokan a calciót is a rögbi ősének tekintik, talán azért mert nagyon kemény férfias küzdelem folyt minden meccsen, de mivel szabály tiltotta a labda kézzel való megfogását, dobását, nyitott tenyérrel történő érintését, láthatjuk, hogy ez egyértelműen a labdarúgás őse.
1823 A legenda szerint, az angliai Rugby nevű városban egy futball mérkőzés alatt William Webb Ellis felkapta a labdát és berohant a kapuba, ott letette a labdát, majd felkiáltott: Gól!!!. Akkoriban a szabályok még teljesen kialakulatlanok voltak, de a labda kézzel való fogása akkoriban is tiltott volt. Ennek ellenére a többieknek tetszett az új játék, és ettől kezdve ez lett a „Rugby football”, azaz a Rugby városának szabályrendszere szerint játszott labdarúgás.
1843 Megalakult a Guy’s Hospital Rugby-Football Club.
1846 kiadták a Rugby-Football szabálykönyvét.
1848 Eton, Harrow, Winchester, Rugby és Shrewsbury diákjai különválasztják a rugby-football és a football szabályait.
1863. október 23. Megalakult a Football Association. December 8-án volt az utolsó egyeztető tárgyalás a rögbis játékformát támogatókkal. Megegyezés nem történt, így a két sport hivatalosan is különvált.
1871. január Megalapítják a Rugby Football Uniont, amely magába foglalja Dél-Afrikát, Új-Zélandot és az ausztráliai Új-Dél-Walest is.
1871 Anglia–Skócia válogatott mérkőzés volt az első nemzetközi megmérettetés.
1900 Olimpiai rögbi döntő: Franciaország-Németország 27-17.
1908 Olimpiai döntő rögbimérkőzés: Anglia-Ausztrálázsia 3-32.
1920 Olimpiai rögbi döntő: Egyesült Államok-Franciaország 8-0.
1924 A rögbi utoljára olimpiai versenyszám: 1. USA, 2. Franciaország, 3. Románia.
A döntő az Egyesült Államok és Franciaország között annyira erőszakos volt, hogy a rögbi azonnal le lett tiltva az olimpiai játékok listájáról. Csak 2016-ban újra lett engedélyezve olimpiai sportként, a 7 fős alakjában.
1934. január 2. a francia, német, olasz, holland, spanyol, portugál, csehszlovák és román szövetségek megalakítják a Nemzetközi Amatőr Rögbiszövetséget – Fédération Internationale de Rugby Amateur, azaz FIRA (most FIRA-AER).
1935. augusztus 10-18. VI. főiskolai világbajnokság, Budapesten.
2009 A Nemzetközi Olimpiai Bizottság a 2. próbálkozására ismét beveszi programjába a rögbit, hetes formájában. A sport a 2016-os kiadásban indult.
A második világháború után a foci a munkásvárosokban, a rögbi pedig a diákvárosokban terjedt tovább. Sajnos ekkor az angol vaskalaposság hosszú időre megakasztotta a sportágat. A szabályok szerint nem lehetett cserélni (csak sérülés esetén), csak öt perc volt a szünet (és akkor is a pályán kellett maradni), nem rendeztek Világbajnokságot és teljesen tiltva volt a hivatásos rögbi sport. Ezek a szabályok az 1980-as évekig érvényesek voltak.
A rögbi nemzetközi versenyrendszere nagyon lassan alakult ki. A legpatinásabb sorozat a jelenlegi Hat Nemzet: Anglia, Skócia, Wales, Írország, Franciaország, és Olaszország. A jelenlegi alakjában 2000 óta létezik, de a bajnokság 1882-ben alakult ki. Eredetileg a 3 brit nemzet (Anglia, Skócia és Wales) és Írország játszott a Home Nations Championship-ben, mielőtt 1910-ben Franciaország, majd 2000-ben Olaszország csatlakozzanak a bajnoksághoz. A Rögbi Világbajnokságot 1987 óta négyévente rendezik. A déli félteke legrangosabb tornája a Rugby Championship, amelyet 1996-tól rendeznek meg. Eredetileg 3 csapat vett részt a Tri Nations-ban (Új-Zéland, Ausztrália és Dél-Afrika), és 2012-ben csatlakozott Argentína, hogy a mai Rugby Championship-pé váljon.

### Magyarországi történet
16. század
1514-ben Stephanus Taurinus Stauromachia (Paraszti háború) című elbeszélő költeményében (amelynek témája a Dózsa-féle parasztháború) tudósít a labdajáték magyarországi kedveltségéről:
„Bajnok erővel, amaz széllel bélelt, de kerekded
Bőrzsákot dögönyöz mindegyre”
(Geréb László fordítása)
1875 Múlt század utolsó harmadában a mai Szabadság téren az angol nagykövetség dolgozói űzték a rugbyt.
1879 Molnár Lajos: Atlétikai gyakorlatok című könyvében kitér az „association-játékra”, azaz a labdarúgásra és a rugby-játékra is. Tudomásunk szerint ez az első magyar nyelvű dokumentum a rögbiről.
„…Mindamellett két főcsoportra lehetett a Football-t ápoló iskolákat osztani: az egyik, a hires »Rugby« vezetése alatt, a labda utáni szaladást és kapkodást megengedi, mig a másik csoport, Eton, Harrow és Westminsterhirhedt iskolákkal, a labdának kézzel érintését és a labdával való szaladást tiltja. Egy e téren megindult reform-mozgalom lassanként megteremté gyümölcsét és »Association« név alatt egy Fotball-szövetkezés jött létre, mely a második csoport fő elveit magáévá tevén, a különféle szabályokat s elütő szokásokat egyöntetü codex-é átalakitá s XIII. czikkben összefoglalá. Mig e szövetkezéshez több meg több Clubb és iskola csatlakozott, addig a másik alapelv hivei a Rugby iskola körül – mely a Football rugásában mindenkor a leghíresebb volt, – csoportosultak. Így most angliában kétféle systema szerint üzetik a játék: a »Rugby« és az »Association«-szabályok szerint. Ezek előrebocsátása után, olvasóinknak a modern s szerintünk correctebb Association szabályok szerint játszott Football-t fogjuk bemutatni.”
1880 Valószínűleg a BBTE játékdélutánjain játszották a Rugby-t és a Foot-ball-t.
1891 Kertész Tódor divat-, sport- és játékkereskedésének reklám- és árjegyzékében korlátlan mennyiségben ajánlotta megvételre az angol Football kerek és tojásalakú labdaváltozatait.
1895 Ottó József: Ifjúsági játékok középiskolák számára
Rugdaló néven ír a sportágról „…Jelenleg az összes angol rugdaló játékclubbok két nagy pártra oszolva, kétféle szabály szerint játsszák e nevezetes játékot, u.m. a labda felemelésével, az u.n. »Rugby« játék szabályai szerint, és a labda felemelése nélkül, vagyis a »Association« szabályai szerint. Az előbbi a tulajdonképeni rugdaló játék sajátos harczias jelleggel bír, mig az utóbbinak lefolyása sokkal szelídebb, de híján van ezen játék meglepőbb mozzanatainak.”
1900 körül Budapesti Football Club fiataljainak próbálkozása
A BFC „megkezdte a rögbijátékot, hátha megfelel a fiatal nemzedék temperamentuma arra, amire a felnőttek magukat elég nyugodtnak nem érezték” A kezdeményezés elhalt.
1900 A legenda szerint a BTC-nek voltak ekkor próbálkozásai. Jelenleg nincs rá bizonyíték, csak a következő információ:
„Magyarországon dr. Ottó József fővárosi tanár kísérlette meg először tanítványaival a football játék meghonosítását. A Rugby játéknak a középiskola igényeihez mért változatát játszották. Az Association-játékra (szerk: ezt használják a klasszikus a futball megfelelőjeként)a BTC állította össze az első csapatokat, kik az eredeti angol szabályok nyomán szervezték meg a játékot.”
1910 Korabeli labda bizonyítja, hogy a Ludovikán játszották a rögbit.
1912 két angol csapat bemutatót tartott a Millenárison húsvét hetében
1935 Budapesten rendezik az egyetemi világjátékokat, ehhez kapcsolódva rögbicsapat alakult a TF-en. Eredmény: 1., Franciaország, 2., Németország (Döntő: Franciaország-Németország 12:10). A magyar csapat sorsáról megoszlanak a vélemények: 1., Nem volt idő a felkészülésre, ezért nem indul magyar csapat a Rugdob versenyen. 2., Sajnos az egyik magyar játékos komolyan megsérült, és ezért nem indult a csapat.
A világjátékokon szerepelt Anglia, Új-Zéland, Csehország is, de arról nincs adat, hogy rögbicsapatot is indítottak volna.
1969 Cziráky Sándor edzi a Vörösmarty Gimnázium (Budapest) csapatát. Carlo Passalacqua olasz diplomata több csapatot oktat.
1970 Új csapatok: Árpádföldi Rögbiklub, Palota SC, Erzsébeti Spartacus, MTK, Szakipari SE, Péceli Spartacus, Veresegyháza
Első mérkőzés: Árpádföldi Rögbiklub – Vörösmarty Gimnázium 25:21
Péceli Spartacus – Erzsébeti Spartacus 21:21
1971 Új csapatok: Göd Mtsz., Újpesti Spartacus, Bp. Építők
Az első újkori mérkőzések külföldi csapat ellen: MTK-Szakipari vegyes – Slavia Praha 23:3 és Építők – Slavia Praha 20:6
Vezetőjük nyilatkozata:

„Nálunk komoly hagyományai vannak a rögbinek és nemzetközileg sem állunk rosszul. Nem gondoltuk volna azonban, hogy a fiatal magyar rögbi sport már ennyit fejlődött. Be kell vallanunk tanítani jöttünk, de valamit mi is tanultunk: a magyarok valamivel gyorsabbak nálunk és a tolongásban is megelőztek, ez részükre biztató jel.”

A Concorde Toulouse francia rögbicsapat hazánkban turnézott és egy-egy mérkőzést játszott az MTK-val és az Árpádfölddel.
A Miroir de Rugby francia szaklapban képriport jelenik meg a magyar rögbiről.
1970/1971 4 fordulós kupaküzdelem: Pesterzsébet, MTK, Építők, Veresegyháza, Göd
1971 Felszabadulás Kupa 5 csapat részvételével
Bp. Építők „Más sportágak (atlétika, kenu, evezés) régi bajnokainak csapata”
MTK „A kihasználatlan lehetőségek csapata”
Újpesti Spartacus „A legrégibb csapat új névvel” (Árpádföld)
Inter RC „Egyetemistákból álló újonc csapat”
Szakipar „A mezőny legkeményebb gárdája”
1971 Ostravában járt az Újpesti Spartacus
1971 Dunakanyar Kupa
szervezte:Göd MTSZ (Nyerte BP. Építők)
1., Bp. Építők
2., Göd
3., MTK
4., Szakipari SE
5., Újpesti Spartacus
6., Inter RC
1971 OKISZ KUPA Spartacus (nyerte a Péceli Spartacus)
1971 Építők Móricz Zsigmond Művelődési Házában – rögbis klub működött csütörtökönként
Megalakul a Magyar Társadalmi Rögbi Bizottság
Elnöke: Dékány István, a művház elnöke
Volt edzői bizottság, fegyelmi bizottság
1971 Göd MGTSZ – Hannover 1878 (24-17); Praha Rugby Club – Göd
1971 10 csapatos bajnokság.
A legjobbak: Építők SC, MTK, Újpesti Spartacus, Gödi Tsz SK, III. ker. TTVE
1972 Kupa résztvevők: Ostrava, Frankfurt, MTK, Szakipar Építők, Újpesti Spartacus
1972 Carlo Passalacqua távozása után csak az MTK, az Építők és az Árpádföld működik tovább. Ez a magyar rögbi működésének "Három Kupás" időszaka. A csapatok kupa rendszerben küzdöttek az Építők, az MTK és a OKISZ Kupáért.
1973 Árpádföldi Rögbiklub – Lokomotivá Ostrava junior 35-10. Valószínűleg az első magyar győzelem külföldi csapat ellen.1000 fizető néző (10 Ft-os belépőjegy)
1979 Tavasszal a BEAC pályán MTK-Árpádföldi Rugby Club mérkőzés, amelynek neve Canada Kupa volt (Árpádföld nyert). Ezután alakult meg a Botond SC. Szinte egyidőben indult Kecskeméten a GAMF-on is a rögbi.
1979 április elsején az újkori történelem első mérkőzése a Kecskemét GAMF és az ELTE BEAC között.
1980 Elte-Beac megalakulása (a tömegsportszakosztályon belül, rögbi szekcióként)
1981 Első külföldi nemzetközi tornán vesz részt az Elte-Beac – az észak-cseh Olomouc-ban (6. helyezés). További résztvevők: Vonvärts Berlin, Olomouc I., Villejvif RFC, Vienna Celtic, Pennyg Roers RFC. – az olomouci tornát egészen a nyolcvanas évek végéig megrendezik augusztus végén, 1983-tól a Kecskemét is részt vesz.

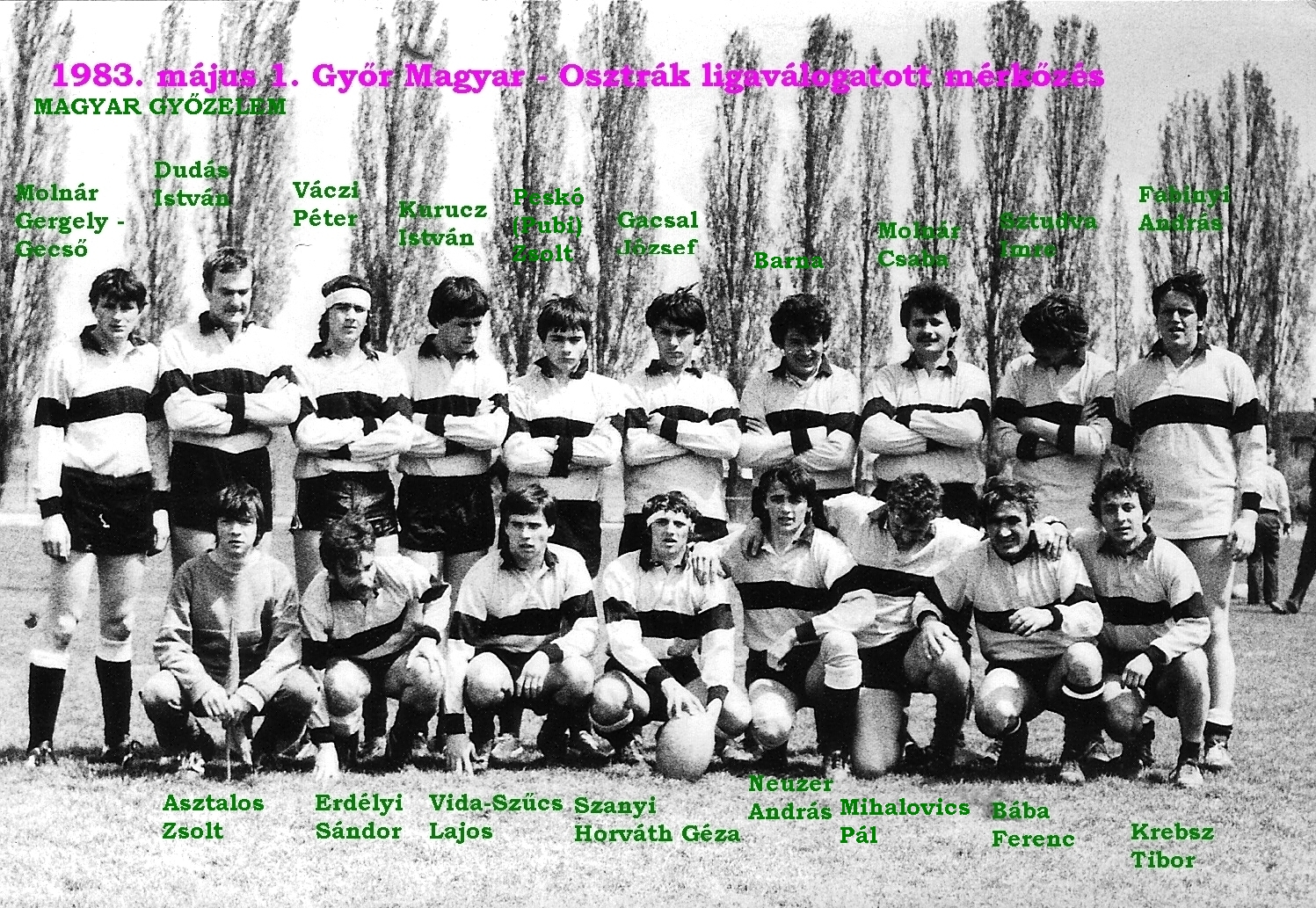
Magyarok az Osztrák Ligával, Győrben

1981 Első Gamf – Kecskemét – Vienna Celtic cseretúra. Ősszel a kecskemétiek játszottak Bécsben, tavasszal a bécsi kelták jöttek Kecskemétre – hosszú éveken keresztül. A GAMF első külföldi győzelme, Bécsben 1983 októberében. A cseremérkőzések egészen a kilencvenes évek végéig szokásban maradtak a két csapat között.
1981 GAMF Kecskemét, nagyváradi túra – Szvercsák István csapata ellen játék, vendég: Erdélyi Sándor a BEAC-ból.
1983. május 1. Magyar – Osztrák ligaválogatott mérkőzés május elsején Győrben – magyar győzelem.
1983. augusztus 26-28. Olomouci Torna – többek között 2 magyar csapattal, GAMF Kecskemét – BEAC ELTE 4-0
1984 Nem hivatalos bajnokság: Elte-Beac, Gamf, OKGT, Győri Újkalász Tsz SE, MGM Diósd, Esztergomi Labor MIM, Botond RC
1984 OKGT Franciaországban járt, harmadik ligás csapattal játszottak két mérkőzést, az egyiket megnyerték. Első győzelem francia csapat ellen
1984. október Walesi csapat érkezett hozzánk
1985 Elte-Beac ifjúsági túra a franciaországi Hagenau-ba.
1985 GAMF Kecskemét első hosszú külföldi túrája augusztusban – Franciaország, Olaszország.
1985 szeptember 15. FÁSE (Fehérvár Rugby Club) megalakulása: Alapító tagok: Maróti István, Horváth Csaba, Hegyi Tamás, Plesinger Ernő, Pálinkás
Ferenc, Barts Péter, Dávid Sándor, Elek Sándor, Keresztszegi András, Czimmermann Sándor, Mocsonoki György, Lázi Sándor, Kadlecsik Tibor, Garab Áron, Faragó Tamás, Gyolcsos Ferenc edző.
1985. szeptember 15. a Fehérvár Áruház SE alakulása. (Fehérvár Rugby Club jogelődje)
Beazonosítható felnőttek: Horváth József Érd pillér 1992. Győrfi László 1993. FRC 9 -es. Borbély Sándor 2. sor Liget SE. Wágner László 1993. 15-ös FRC.
1986 Elte-Beac, GAMF Kecskemét, OKGT, Esztergomi Vitézek, Érdi VSE Rögbiszakosztály, Tárnok RC, Győr, Pécsi Termeszek, FÁSE, Mogyoród, BLSE
1990. március 15. Hardy László (elnök), Erdélyi Sándor (főtitkár) és Körmöczi Béla (elnökségi tag) vezetésével megalakult a Magyar Rögbi Szövetség. A rendszerváltás előtt a folyamatos próbálkozás ellenére sem kaptak engedélyt a rögbi hivatalossá tételére.
1990. július 22. Az első magyar hivatalos válogatott mérkőzés. A magyar csapatot a korábban igen sikeres, de sajnos hamarosan felbomló Érd két cseh edzője készítette fel egy héten át. A helyszín is Érden volt. A keletnémet csapatnak (DDR) ez volt az utolsó mérkőzése, hiszen hamarosan eljött a rég áhított egyesülés. A végeredmény 7-3 lett javukra, a mi pontunkat Mihajlovics (Jack) Pál érte el büntetőből.
1991 Az MRGSZ belép az európai Szövetségbe (FIRA később FIRA-AER). Zöld Sólymok turné Angliában. Először játszott magyar csapat a rögbi hazájában.
I. Magyar Köztársasági Kupa győztes Zöld Sólymok RK
1991. március 18. Szentesen megalakul a Szentesi VSC 91-esek rögbiklub.
1991. június 18-i keltezéssel Erdélyi Sándor szövetségi közgyűlésre invitáló levelet küld (július 7. BEAC pálya, 10.00), ahol az őszi bajnoksággal, kupával kapcsolatos ügyekről szólt a tervezett napirend. Végül is a tervezett napirend jelentősen átalakulhatott, mivel az augusztus 18-án 18.00 órára ugyancsak a BEAC-ra tervezett ülésen már egy új szövetségi vezetés körvonalazódik.
1991 Hardy László 1991. augusztus 21-i keltezésű meghívója rendkívüli közgyűlést ír ki szeptember 1-ére. Az 1991. szeptember 1-i Közgyűlésen feláll a Szövetség új vezetése is, az elnök Habóczki Gusztáv lett, a főtitkár pedig Gacsal József a BEAC játékosa, volt csapatvezetője. A Szövetség székhelye az Energovill Rt. irodájába került, 1036 Budapest Árpád fejedelem útja 53/a.
1991 Utánpótlás: az első utánpótlás kadet csapat Székesfehérváron, ezt félév múlva még 5 csapat megalakulása követte az országban.
1991 december: a válogatott szövetségi kapitányi teendőinek ellátásával az ukrán nemzetiségű, valamikori szovjet válogatott sarkazó, Vjacseszláv (Szláva) Kozmenko lett megbízva.
1992. március 27., szombat 17.00 – MRGSZ Közgyűlés
1992. május 30. – MRGSZ Elnökségi gyűlés
1992 A nemzetközi szövetségnek (IRFB később IRB) is tagjává vált a magyar rögbi. Geff Williams támogatásával.
1992. október 22., 15.00 – MRGSZ Közgyűlés, Szövetségek Háza Dózsa Gy. út (még a régi helyen) 3 fő, Gacsal József főtitkár moderálásával
1993 A Magyar Rögbi Szövetség Elnöksége stratégiai döntést hoz, mely szerint minden első osztályban szereplő csapatnak kötelező kadet csapat nevezése a bajnokságba. Ez a döntés a fejlődés új távlatait nyitotta meg a hazai rögbi számára, ahol ekkor még zömmel más sportokból átigazoltak, vagy csak egyszerűen felnőtten kezdők űzték a sportot.
1993. január és február, Népstadion kert és termei, játékvezetői és edzői képzés
1993. március 12. 17.00 – MRGSZ Közgyűlés, Szövetségek Háza, Habóczki Gusztáv 3 év elnökség után lemond. A Szövetség elnöke Stadler József egy évig, új főtitkár egészen 2009. évi nyugdíjba vonulásáig Ispán Lászlóné, Ria néni.
1993. április 4. Magyarország – Németország válogatott mérkőzés
1993. május 30. Magyarország – Izrael válogatott mérkőzés, Kőér u.-i pálya
1993. november 13. Magyarország – Ausztria válogatott mérkőzés, Székesfehérvár, tetemes hóban
1993. december 2-10-ig az angol Oxfordshire Rögbi Játékvezetői Testület vendégeként tanulmányúton lehetett három magyar játékvezető és több mérkőzést vezethettek. Az autós túrán társak voltak: Magyarovics Gyula, Steigerwald Alajos és Vida-Szűcs Lajos. Vezethettek Oxfordban, Abingdonban, Henley on Thamesban, illetve megnézhették az angol rögbi szentélyében, a Twickenham Stadionban december 7-én az Oxford-Cambridge Varsity meccset, melyet akkor az oxfordiak nyertek. A túra szervezői Brian Kentish, aki az 1991-es Blue Boar túrát szervezte Magyarországra, illetve Peter Richmond, aki később többször járt Magyarországon tanácsadóként, a BBC Worldwide online verziójának sporttudósítója, nyugdíjas rendőr százados civilben. Lakhattak rögbi játékvezetőknél, mint Bob Perkin, és Oxford központjában a híres egyetemi kampuszban is.
1994 Az első nemzetközi utánpótlás túra 1994. április 1. Zlin (cseh) a Fehérvár Áruház SE, FRC jogelődje, nem nevezhető válogatottnak, mert csak 3 fő érdi játékos szerepelt benne.
1994. május 21. MRGSZ Közgyűlés, Expo szálló Budapest
1994. június 25. Gyöngyösi Torna – 8 csapattal
1994 A Szövetség új elnöke: dr. Magyarovics Gyula.
1994. augusztus 27. Termesz Kupa – Orfű – A Pécs szervezésében
1994. október 1. Magyarország – Bulgária válogatott mérkőzés
1994. október 1. Moldávia – Magyarország válogatott mérkőzés
1995 A Battai Bátor Bulldogok otthonukban verték a Blue Boar rögbicsapatát! Első győzelem Angliában.
1995. május 1. az első Magyarországi nemzetközi utánpótlás mérkőzés, Székesfehérvár FRC – Ostrava (cseh) kölyök 20 – 40-re kikaptunk. A 2. mérkőzésen Frc – Ostrava kadet 24 – 0 (Ostrava cseh kadet bajnok volt).
1995. június eleje: a magyar utánpótlás válogatott megalakulása – Gyöngyösi Torna 2. hely.
1996 Húsvéti Torna Magyar Utánpótlás Válogatott: Gutheil István, Teicthinger Zoltán, Stróbl Tamás, Somogyi Zoltán, Körmöczi Bendegúz, Lackó Gábor, Agárdi Gábor, Pallér Balázs, Szentpéteri Szabolcs, Ardelán Kornél, Ódor Tamás, Matola Péter, Varga István, Mohai Tamás, Bálint András, Simon Zsolt. Fehér Attila (Kecskemét) az első junior csapatkapitány. Később részt vesz a munkában Mark Schneider (ausztrál), Hajdú Viktor (Pécs), Szakos Krisztián (Pécs), Kendi Gábor (Batta), Kendi Géza (Batta), Szalóki (Pécs), Keszi Attila (FRC), Mohai Sándor (Szeged), Molnár János (Pécs), Gubica Richárd (Kecskemét), Pálinkás Tamás (Batta), Matula Péter (FRC), Rozina Sándor (Pécs) Edző Gyolcsos Ferenc (Székesfehérvár)
1997 április 27-28. Mintegy kárpótlásként a Magyar Rögbi Szövetség először utaztatta az immáron három éve EB – re készülő junior válogatott játékosokat Horvátországba, a Zágráb Kupa tornára. Névsor: Szentpéteri Szabolcs, Fehér Attila csapatkapitány, Pallér Balázs, Stróbl Tamás, Agárdi Gábor, Somogyi Zoltán, Simon Zsolt, Ódor Tamás, Bálint Péter, Mark Schneider, Körmöczi Bendegúz. Edző Gyolcsos Ferenc
1997. május 2., Pécs Az első kadet (ifjúsági) válogatott: Hajdú Viktor, Szakos Krisztián, Trenka Zoltán, Kendi Géza, Molnár Tamás, Keszi Attila, Böröndi Tamás, Durucskó József, Winkler Attila, Mohai Sándor, Brada László, Molnár István, Gubica Richárd, Baranyi Zoltán, Nagyhegyesi Szabolcs, Varga Gábor, Pálinkás Tamás, Nagy Szabolcs, Nagy Gábor, Nagy György Ádám, Szalóki. 13–3-ra győzött a magyar válogatott.
Ugyanitt a juniorok 33-7-re vesztettek a horvátok ellen. A juniorok összeállítása: Agárdi Gábor, Fehér Attila csapatkapitány, Gutheil István, Strobl Tamás, Laczkó Gábor, Somogyi Zoltán, Mohai Tamás, Ardelán Kornél, Ódor Tamás, Matola Péter, Bálint Péter, Varga István, Teictinger Zoltán, Simon Zsolt, Mark Schneider, Rozina Sándor, Ferenczi Tamás.
Edző: Gyolcsos Ferenc, szövetségi kapitány: Velkovics Vilmos.
1997 A Szövetség teljes anyagi és morális csődben. Az új elnök: Vida-Szűcs Lajos, aki 1 év alatt a bevételeket megtízszerezi, a morális viszonyokat rendbe hozza. Elindul a rendszeres nyári játékvezető képzés, szentesi tornabázison, ahol a Román Szövetség Játékvezetői Testületének elnöke Gheorge Hustiu tartja az elméleti és gyakorlati képzést, a játékvezetői garnitúra elméleti és gyakorlati értékelését több éven át.
1998 A Szövetség Elnöke lemond, megválasztásra kerül Fehérvári Tamás, aki egészen 2009-ig elnök marad.
1999 A magyar junior válogatott Gyolcsos Ferenc vezetésével először vett részt Európa-bajnokságon. A helyszín Svájc.
Névsor: Trenka Zoltán (Fehérvár), Baranyi Zoltán (Fehérvár), Nagy Szabolcs (Fehérvár), Rajczi József (Budapest), Peleskei Tamás (Szeged), Kendi Gábor (Százhalombatta), Pfeiffer Tamás (Esztergom), Ferenczi Tamás (Pécs), Kendi Géza (Százhalombatta), Raphael Ranchan (Pécs), Molnár Tamás (Esztergom), Tőkei Gergő (Esztergom) , Anti Tamás (Kecskemét), Nagyhegyesi Szabolcs (Kecskemét), Varga Gábor (Fehérvár), Joseeph Francis Michael (NZ), Nagy György Ádám (Szentes), Ódor Tamás (Fehérvár), Tóth Gábor (Fehérvár), Friedmann Ferenc (Fehérvár), Durucskó József (Pécs), Bíró Gábor (Esztergom), Pásztor Tibor (Budapest), Keszi Attila (Fehérvár)
Velkovics Vilmos manager, Gyolcsos Ferenc edző.
2000 A magyar női rögbi születésnapja 2000. szeptember 9-én volt. A Margit-szigeten a Budapest Sevens torna előmérkőzésein először vesz részt önálló leánycsapat, a fehérvári lányok meg is nyerik a tornát. Eredmények: FRC lányok – Esztergom fiúk 10–5, FRC leány – Érd 15–10, a döntőben: FRC leány – FRC fiúk 20-15. Bár a 199-es Magyar Kupa-győztes csapatban 5 leány is szerepelt, de önálló csapatként most állt ki először. Névsor: Pap Eszter, Pölöskei Petra, Erdélyi Zsanett, Forgács Ottilia, Horváth Klaudia, Jánosi Kitti, Kálmán Kitti. Edző: Gyolcsos Ferenc, később női szövetségi kapitány.
2003 Újabb nagy állomás a magyar női rögbi történetében: október 1-jén volt az első nemzetközi mérkőzés, ahol Zágrábban 35-5-re vereséget szenvedett a magyar válogatott. Névsor: Gyolcsos Ferenc edző, Horváth Viktória, Jurán Veronika, Suták Brigitta, Jakab Zsuzsanna, Gombás Bianka, Szitás Gyula Edző, Csonka Tímea, Suták Gabriella, Pölöskei Petra, Seres Gabriella, Gyolcsos Mária, Szabó Tünde. Szitás Gyula tanár úr, edző.
2005 több hónapos előkészítést követően megújul a szövetségi honlap, mely innentől a www.mrgsz.hu cím mellett a www.rugby.hu címen is elérhető. A professzionális honlap kivitelezője és a technikai háttér biztosítója Zentai-Plajner Zsolt.
2007 májusától a weblap szerkesztője Tóth Sándor.
2005 Magyar női rögbi: szeptember 26. Oktofest Kupa megnyerése München. Névsor: Gyolcsos Mária, Kaposi Anna, Suták Gabriella, Jakab Zsuzsanna, Török Zsuzsanna, Pap Helga, Kovács Réka, Simon Judit, Gombás Bianka, Pölöskei Petra, edző: Gyolcsos Ferenc
2005 Női Európa Bajnokság Prága először indul a női
válogatott 6. helyezés, Valamennyien a Fehérvár Rugby Club játékosai. Névsor:
Pölöskei Petra, Suták Gabriella, Suták Brigitta, Török Zsuzsanna, Gyolcsos
Mária, Jakab Zsuzsanna, Pap Helga, Sveighardt Beáta, Simon Judit, Bíró Anett Szilvia, Gyolcsos Ferenc edző
2005 október-november: Magyar tv-csatornán először jelenik meg rögbihíradó, a Világszövetség Total Rögbi című hetente megjelenő híradója magyar hanggal és magyar mérkőzésekről készült helyi tudósításokkal jelenik meg több héten keresztül a Sport1TV-n – páratlan fejlődés a korábbi alkalmi és rövid, pár perces tudósításokhoz képest. Sajnos az epizódok finanszírozását nem sikerül megoldani hosszabb távon, de innen kezdve a válogatott mérkőzések közül is számos teljes terjedelmében közvetítésre kerül a vezető magyar sportcsatornán.
2006 A SportTV első és második csatornáján innentől kezdve hetente több külföldi klub-, kupa mérkőzés kerül műsorra, magyar kommentárral.
2005 A frissen alakult ambiciózus Versenybizottságnak köszönhetően a bajnoki rendszer átalakul, igazodva az egyre sokrétűbb igényekhez. Az újonnan formálódott és gyengélkedő csapatok számára az NB II-ben van hely. Az első évben 3 csapat, egy év múlva már 8 csapat küzd itt a tízes rögbi műfajában. Az NB1-ben indulók számára már kötelező a junior csapat nevezése.
Megalakul a játékerőben és szervezőerőben legjobb csapatok számára az Extraliga – ahol a felnőttek mellett junior és kadet csapatok indítása is előírás – melynek első kecskeméti rájátszás döntőjén példátlan nézőszám és show szórakoztatja a megjelenteket 2006 júniusában. 2007-ben az extraliga mellett az NB 1 rájátszását is megrendezik Szegeden, hasonló sikerrel.
Az első évben a nemrég alakult első szlovák csapat, a Pozsony is itt szerepel, egy év múlva már a játékerejüknek jobban megfelelő NB1-ben folytatják a szereplést.
2006 Női Európa Bajnokság Limoge 8. hely Franciaország.
Résztvevők: Pölöskei Petra Fehérvár, Suták Gabriella
Fehérvár, Szűcs Ivett Kecskemét, Török Zsuzsanna Fehérvár, Kaposi Anna Fehérvár, Kovács Judit Fehérvár, Simon Judit Fehérvár, Kovács Réka Kecskemét, Gombás Bianka Fehérvár, Jakab Zsuzsanna Fehérvár, Pap Helga Fehérvár. Gyolcsos Ferenc szövetségi kapitány.
2007 a Celtic Hungary Kft. szervezésében akkreditált oktatókkal számos IRB Level játékvezetői és edzőképzésre kerül sor.
2007 a Diákolimpiák területi és országos döntőin minden eddiginél nagyobb létszámú fiatal vesz részt a küzdelmekben, esetenként a résztvevőszám az 500-at is eléri. A korosztályos oktatás alsó széle eléri az óvodásokat is.
2007 Bosnia – Hercegovina Női Európa Bajnokság B csoport Zenica 7. helyezés:
Résztvevők: Pölöskei Petra, Fehérvár, Suták Gabriella Fehérvár, Pap Eszter Fehérvár, Sólyom Beatrix Fehérvár, Kaposi Anna Fehérvár, Keresztes Nóra Fehérvár, Kovács Judit Fehérvár, Simon Judit Fehérvár, Árvai Csilla Dunaújváros, Gombás Bianka Budapest, Gyolcsos Mária manager, Postáné Drexler Piroska gyúró, Gyolcsos Ferenc szövetségi kapitány.
Pap Esztert All Star játékossá választották.
2007 Igaz, hogy a SportTV nem közvetíti az őszi Világbajnokságot Franciaországból, de a másik sportcsatorna – a SportKlub – az utolsó pillanatban megvásárolja a közvetítéseket a negyeddöntőktől kezdve.
2007 december: a Játékvezetői Testület megújulását döntötték el a tagok. átfogó képzési és értékelési rendszer kerül felépítésre, s a testület adminisztrációját is több választott tisztségviselő fogja végezni.
2009 A régi motorosok lemondása után az új szövetségi elnök Túri Pál, a főtitkár Böhm Balázs. A technikai igazgató már korábban is Harmath Ákos – Maó. Útjára indul a térség legmodernebb rögbis tornasorozata magyar szervezéssel (Mézes Csaba), a CEE Rugby. Sok TV közvetítés jellemzi, amellett, hogy számos rögbimérkőzés látható már a vezető sportcsatornákon a TV-ben.
Útjára indul a magyar hetes nemzeti bajnokság is, nyilvánvalóan a rögbi olimpiai sportággá választásának hatására.
2008 Brüsszel Női Európa Bajnokság B csoport 11. helyezés.
Résztvevők: Pap Eszter, Gyolcsos Mária, Jakab Zsuzsanna, Pölöskei Petra, Simon Judit, Kovács Judit, Pap Helga, Patonai Anita, Csulak Izabella, Sólyom Beatrix. Valamennyien a Fehérvár Rugby Club játékosai, edző Gyolcsos Ferenc
2009 Bosnia – Hercegovina Női Európa Bajnokság B csoport Zenica 3. helyezés.
Résztvevők: Deák Alexandra Batta, Fehér Csilla Batta, Kis Noémi Batta, Sólyom Beatrix Fehérvár, Kovács Judit Fehérvár, Pap Helga Fehérvár, Gyolcsos Mária Fehérvár, Jakab Zsuzsanna Fehérvár, Kaposi Anna Fehérvár, Simon Judit Fehérvár, Csont László edző, Priskin Csaba manager, Sipőcz Ágnes gyúró, Gyolcsos Ferenc szövetségi kapitány.
2010 A Hat Nemzet Tornája először kerül magyar TV-ben leadásra szinte valamennyi mérkőzés magyar közvetítésével.
2010 Női Európa Bajnokság B csoport Dánia. 2. helyezés.
A Döntőben az ukrán válogatott profi státuszú játékosai ellen maradt alul női csapatunk: Névsor: Fehér Csilla Batta, Katona Erika Batta, Kis Noémi Batta, Deák Anita Batta, Deák Alexandra Batta, Kiss Brigitta Batta, Szalai Beáta Exiles, Huszti Katalin Fehérvár, Pap Eszter Fehérvár, Gyolcsos Mária Fehérvár, Szontág Dániel manager, Csont László edző, Gyolcsos Ferenc szövetségi kapitány.
Két játékosunkat választották a legjobb hét közé (All Star) Fehér Csilla és Gyolcsos Mária.
2011. február: Útjára indul a magyar rögbi történeti dokumentumtára számtalan fotóval, szkennelt korabeli dokumentummal, kis videóval – egészen 1969-től, az indulás évétől
2011 Női Európa Bajnokság B csoport Zánka. 4. helyezés.
Résztvevők: Fehér Csilla Batta, Deák Anita Batta, Deák Alexandra Batta, Bata Zsófia Batta, Katona Andrea Batta, Kovács Judit Batta, Katona Erika Batta, Huszti Katalin Fehérvár, Sólyom Beatrix Fehérvár, Szalai Beáta Exiles Budapest, Krizsák Alíz Agárd, Gyolcsos Ferenc szövetségi kapitány.
2014 Vilnius (Litvánia) B csoportos Európa Bajnok a női válogatott: névsor. Kis Noémi Batta, Fehér Csilla Batta, Pongrác Dominika Batta, Deák Anita Batta, Bata Zsófia Agárd, Vitéz Georgina Vác, Tóth Rebeka Vác, Sólyom Beatrix Fehérvár, Huszti Katalin Fehérvár, Gyolcsos Mária Fehérvár, Kiss Fanni Fehérvár, Vivienne Kearry Exiles, manager: Solti Zoltán, szövetségi kapitány: Gyolcsos Ferenc, Tóth István edző, Sárvári Ákos gyúró.
2015 Kaunas (Litvánia) A csoportos Európa bajnokság 9. helyezés.
A női válogatott névsora: Pongrác Dominika Batta, Vitéz Georgina Vác, Tóth Rebeka Vác, Tóth Dorottya Vác, Sólyom Beatrix Fehérvár, Huszti Katalin Fehérvár, Gyolcsos Mária Fehérvár, Kiss Fanni Fehérvár, Sándor Sára Fehérvár, Papp Helga Fehérvár, Geringer Nikolett Fehérvár, Szabó Mester Viktória Medvék Budapest, manager: Solti Zoltán, szövetségi kapitány: Gyolcsos Ferenc, Tóth István edző, Pallér Balázs gyúró.

## Posztok

### Csatárok – „tolongás”

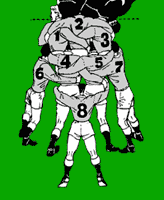
A tolongás játékosok posztja zárt tolongás esetén

| poszt száma | Angol kifejezés | Magyar megfelelő |
| ----------- | --------------- | ---------------- |
| 1.          | Prop            | pillér           |
| 2.          | Hooker          | sarkazó          |
| 3.          | Prop            | pillér           |
| 4.          | Lock            | második soros    |
| 5.          | Lock            | második soros    |
| 6.          | Flanker         | Leváló           |
| 7.          | Flanker         | Leváló           |
| 8.          | No. 8           | Összefogó        |

### Védők – „háromnegyed”

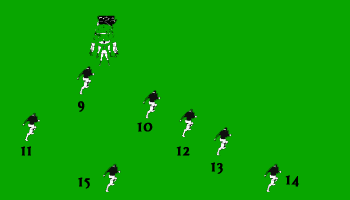
A háromnegyed játékosok pozíciója és számozása

| poszt száma | Angol kifejezés | Magyar megfelelő |
| 9.          | Scrum half      | Nyitó            |
| 10.         | Fly half        | Irányító         |
| 11.         | Wing            | Szélső           |
| 12.         | Center          | Center           |
| 13.         | Center          | Center           |
| 14.         | Wing            | Szélső           |
| 15.         | Full back       | Fogó             |

## A magyarországi rögbi

### Nemzetközi mérkőzések
Nemzetközi mérkőzés statisztikai adatbázis: http://stats.espnscrum.com/statsguru/rugby/stats/index.html?class=1;team=89;template=results;type=team
A magyar nemzeti válogatott 2019 szeptemberében a világranglista 68. helyén áll.
| Helyezés | Tag                     | pont  |
| -------- | ----------------------- | ----- |
| 1        | Új-Zéland               | 90,98 |
| 2        | Írország                | 89,93 |
| 3        | Anglia                  | 88,13 |
| 4        | Wales                   | 87,32 |
| 5        | Dél-afrikai Köztársaság | 85,75 |
| 6        | Ausztrália              | 85,07 |
| 7        | Franciaország           | 81,04 |
| 8        | Skócia                  | 80,54 |
| 9        | Japán                   | 76,70 |
| 10       | Fidzsi-szigetek         | 76,42 |
| ...      |                         |       |
| 68       | Magyarország            | 38,95 |

### Nemzeti Bajnokság
Magyarországon a Magyar Rögbi Szövetség nyilvántartása szerint 18 csapat működik, és 14 csapat szerepel rendszeresen a hazai bajnokságban. A magyar bajnoki rendszerben három szinten küzdenek a rögbicsapatok, a 2012/2013. évi bajnokság beosztását az alábbi táblázat mutatja:
| Extra Liga                        | NB I.                            | NB II.                          |
| Esztergomi Vitézek Suzuki         | Esztergomi Vitézek II. (Apródok) | Gödöllői Ördögök                |
| Kecskeméti Atlétika és Rugby Club | Batta II. (Fekete Sereg)         | Szegedi TE EHÖK SE              |
| Battai Bulldogok                  | Velencei Kék Cápák               | Gyöngyösi Farkasok              |
| Budapest Exiles RFC               | Szentesi VSC 91-esek             | Ceglédi Kék Nefelejcs           |
| Nagyvárad Spartans                | Kecskeméti ARC II. Oldboys       | Kispesti Vagányok (Benny Bulls) |
| FW Gorillák Szeged                | Fehérvári Vadkanok               |                                 |

Hivatalos nemzeti bajnokok
16 aranyérem Esztergomi Vitézek Suzuki (1999, 2000, 2001, 2002, 2003, 2004, 2005, 2006, 2007, 2008, 2012, 2014, 2015, 2019, 2021, 2023)
5 aranyérem Battai Bulldogok (1997, 2009, 2010, 2011, 2013)
3 aranyérem Kispesti Elefántok (1994, 1995, 1996)
3 aranyérem Budapest Exiles (2016, 2017, 2018)
2 aranyérem Zöld Sólymok (1992, 1993)
1 aranyérem Liget SE (1991), Kecskeméti Atlétika és Rugby Club (1998), Fitworld Se Szegedi Gorillák (2022)
A nem hivatalos bajnokságokban szerzett első helyek:
3 első hely Liget SE
1 első hely ELTE-BEAC
Magyar rögbibajnokcsapatok listája
Magyar rögbibajnokságok végeredményei (2000–2010)
Magyar rögbibajnokságok végeredményei (1990–1999)
Az Extra liga és az NB I bajnokság alapszakasz- (körmérkőzéses), és rájátszásrendszerű (egyenes kieséses). Az NB-II csak körmérkőzéses.
Az Extra ligás és az NB I-es csapatoknál kötelező az utánpótlás csapat indítása is, tehát a bajnoki rendszer kiegészül Kadett és Junior bajnokságokkal is. Ezen csapatok a felnőtt csapatok szerinti beosztásban mérkőznek meg egymással.
Mind a nemzetközi, mind a hazai mérkőzésekről a Szövetség összefoglalókat készít, és a honosított nemzetközi rögbi magazinban, a „Total Rugby”-ben láthatóak.
A felnőtteknek szóló bajnokság mellett több öregfiúk csapat is játszik alkalmi mérkőzéseket hazai ellenfeleivel, illetve a főként Angliából idelátogató „old boys”-okkal szemben.
1992 óta a legjobb férfi játékos az Év rögbijátékosa díjat nyeri, a címet 2007-ben a női versenyzőkre is kiterjesztette a Szövetség.
A magyar rögbibajnokság összes évadának eredménye megtalálható A magyar rögbi statisztikai oldala című weblapon.

### Utánpótlás
Több mint 50 iskolában folyik hazánkban rögbioktatás. Ezek a csapatok diáktornai és olimpiai rendszerben találkoznak évente számos alkalommal.
Az érintett kategóriák:
- egyetemi,
- junior 1 és 2,
- kadet,
- kölyök,
- mini (U12,
- törp (U10,
- manó (U8 – és ovis), és
- leány.

## A nemzetközi rögbi

### Six Nations Championship
A Hat Nemzet Bajnoksága (angolul: Six Nations Championship) egy évenként megrendezett rögbibajnokság.
1882-1909 Négy Nemzet Kupája Anglia, Írország, Skócia, Wales
1910-2000 Öt Nemzet Kupája Anglia, Írország, Skócia, Wales, Franciaország
2000-Hat Nemzet Kupája Anglia, Írország, Skócia, Wales, Franciaország, Olaszország
A győztest nem hivatalosan Európa bajnokának tekintik.

## További változatai

### Rávezető formák
Touch rugby – érintős rögbi
Olyan játékforma, ahol a mélyfogást az érintés helyettesíti.
Az érintős rögbi az 1960-as években alakult ki Ausztráliában (ma csak ebben az országban közel fél millióan játsszák). A teljes testi kontaktust igénylő elemek kihagyásával, megőrizte a rögbi játék legtöbb alapvető sajátosságát (les szabályok, hátra passz stb.).
Kapcsolódó magyar oldal:
http://www.touch.rugby.hu%5B%5D

#### Szalagos rögbi

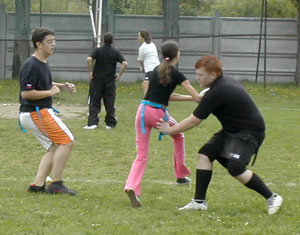
Szalagos rögbijáték

A rögbiben szokásos test-test elleni harcot váltja ki ez az ötletes találmány. Elsősorban kölyök és mini korosztály számára ajánlott, készségfejlesztő játékként.
A játékosok derekukra erősítenek egy övet, amelyen jobb és bal oldalon, tépőzárral ellátott szalag lóg. A fogást ennek a szalagnak a letépése jelenti, amely után a labdát vivő játékosnak passz kényszere van.

### Teljes értékű játékok
7 fős rögbi
1883-ban kezdték játszani Adam Haig skót hentes ötlete alapján, teljes pályán 7-7 fős csapatok mérkőznek 2*7 percig. Ez a játékforma nagyon gyors, látványos. Három játékos alkotja a tolongást és a futók számára is nagy terület adott a támadáshoz.
A versenyek torna formájában kerülnek megrendezésre. Leghíresebb a Hong Kong Sevens, de Budapesten is több tornát rendeztek már.
10 fős rögbi, 12 fős rögbi
Malajziában alakult ki a 10 fős forma és gyorsan elterjedt a helyiek között is. Fizikai tulajdonságaik miatt jobban tetszett nekik a kevesebb tolongás játékossal játszott változat.
Magyarországon az NB II-es bajnokság 2007/2008-ban 10-es, 2008/2009-ben 12-es rögbiben került kiírásra.
Kerekes székes rögbi
A kerekes székes rögbit 1977-ben Kanadában találták ki. Olyan férfiak és nők űzhetik, akik vagy gerincsérülésük vagy egyéb okok miatt legalább három végtagjukban, nem neurológiai rokkantságnál pedig négy végtagban rendelkeznek korlátozott funkciókkal. 1979-ben volt az első Kanadán kívüli bemutatkozás, 1994-ben a hivatalosan elismerte a Nemzetközi Paralimpiai Bizottság, 1995-ben megtartották az első világbajnokságot.

## Az első magyar rögbistadion
2019. október 12-én a magyar válogatott 38:13 arányban legyőzte Lettország válogatottját, ezzel nyitották meg a Kincsem Parkban az első hazai rögbistadiont, a Budapest Rögbi Centert.

### Magyar csapatok
- Extraliga
  - Esztergomi Vitézek Suzuki
  - Battai Bulldogok RK
  - Budapest Exiles Rugby FC
  - Kecskeméti Atlétika és Rugby Club
  - Fit World Gorillák Rugby Club Szeged
- NB I
  - Szentesi Vasutas 91-esek RK
  - Velencei Kék Cápák RK Archiválva 2006. július 13-i dátummal a Wayback Machine-ben
- NBII
  - Velencei Kék Cápák RK Archiválva 2006. július 13-i dátummal a Wayback Machine-ben
  - ÁVF Vak Mókusok Archiválva 2009. január 21-i dátummal a Wayback Machine-ben
  - Gödöllői Ördögök
  - Békéscsaba Benny Bulls Rugby Club
- Női csapatok
  - Budapest Magpies Archiválva 2014. április 16-i dátummal a Wayback Machine-ben
  - Fehérvár Rugby Club
  - Budapest Exiles
  - Agárdi Angyalok
  - Battai Bulldogok
  - Váci Elefántok
  - Esztergomi Vitézek
- Gyermek és ifjúsági csapatok
  - Agárd Archiválva 2007. május 9-i dátummal a Wayback Machine-ben
  - Szentes Junior és gyermek
- Inaktív
  - Pécsi Indiánok RK
  - Golden Lions RSE Pusztaszabolcs